# Jérusalem. Histoire d'une ville-monde.
Jérusalem, Histoire d’une ville-monde est un ouvrage de l’historien français Vincent Lemire, publié en 2016. Dans ce livre, l’auteur propose une étude approfondie de l’histoire de Jérusalem, d'une forteresse autour d'une source à l'âge de bronze jusqu'à la ville monde au XXe siècle.

## Aperçu
Lemire aborde la transformation de cette ville à la fois symbolique et stratégique, en mettant en lumière les évolutions politiques, sociales, urbaines et religieuses qui ont façonné Jérusalem au cours des siècles. Il examine la manière dont la ville a été gouvernée sous l’Empire ottoman, puis sous le mandat britannique, et comment elle a été impactée par les événements du XXe siècle, notamment la création de l’État d’Israël et les conflits israélo-arabes.
L’auteur adopte une perspective originale en traitant Jérusalem comme une "ville-monde", où se croisent des communautés juives, chrétiennes et musulmanes, et où les enjeux religieux et politiques se mêlent constamment. Lemire s’intéresse également à l’histoire sociale de la ville, explorant la vie quotidienne de ses habitants à travers les époques. À travers cet ouvrage, Lemire propose une vision complexe et détaillée de Jérusalem, à la fois comme un lieu de conflits et de rencontres, mais aussi comme un symbole de l’histoire mondiale.

## Contenu
Le livre est divisé en sept parties principales. Il retrace l’histoire de Jérusalem à travers les époques, en montrant comment la ville a évolué sous diverses dominations et comment elle est devenue un lieu saint pour les trois monothéismes.
Le premier chapitre explore les premières phases de Jérusalem, depuis l’âge du bronze jusqu’à la conquête romaine. 
Le deuxième chapitre aborde la romanisation et la christianisation de la ville. 
Le troisième chapitre traite de l’implantation islamique après la conquête arabe de 638, avec la sanctification du Mont du Temple et l’instauration du statut de la dhimma pour les juifs et les chrétiens. 
Le quatrième chapitre analyse le Royaume franc, où les croisades ont redéfini la ville, créant un syncrétisme religieux. 
Le cinquième chapitre aborde la « seconde islamisation » de Jérusalem sous les dynasties ayyoubides, mamelouks et ottomanes, qui ont transformé l’Esplanade des Mosquées et intégrée la ville à l’ordre islamique. 
Le sixième chapitre remet en question l'idée d'une Jérusalem figée à l'époque ottomane, montrant les réformes du XIXe siècle et l’essor de la ville dans les domaines diplomatique et administratif. Le dernier chapitre analyse le XXe siècle, où Jérusalem devient une capitale divisée entre Israël et la Palestine. Il traite des conséquences politiques de la séparation géographique entre Jérusalem-Ouest et Jérusalem-Est, un héritage des tensions du mandat britannique et des conflits israélo-palestiniens.

## Réception
L’ouvrage comporte des outils pratiques (cartes, chronologie, index). Les auteurs désacralisent l’espace de Jérusalem en analysant la fabrication des lieux sacrés, les circulations et les appropriations religieuses, tout en intégrant les débats et controverses académiques. Ils rejettent l’idée d’une ville d’identités figées, se concentrant sur l’évolution matérielle et les dynamiques sociales. Bien que l’étude manque de perspectives économiques régionales, elle reste une référence pour les chercheurs et étudiants,.